# Pot-de-fer
Para la comuna francesa, véase Carville-Pot-de-Fer.

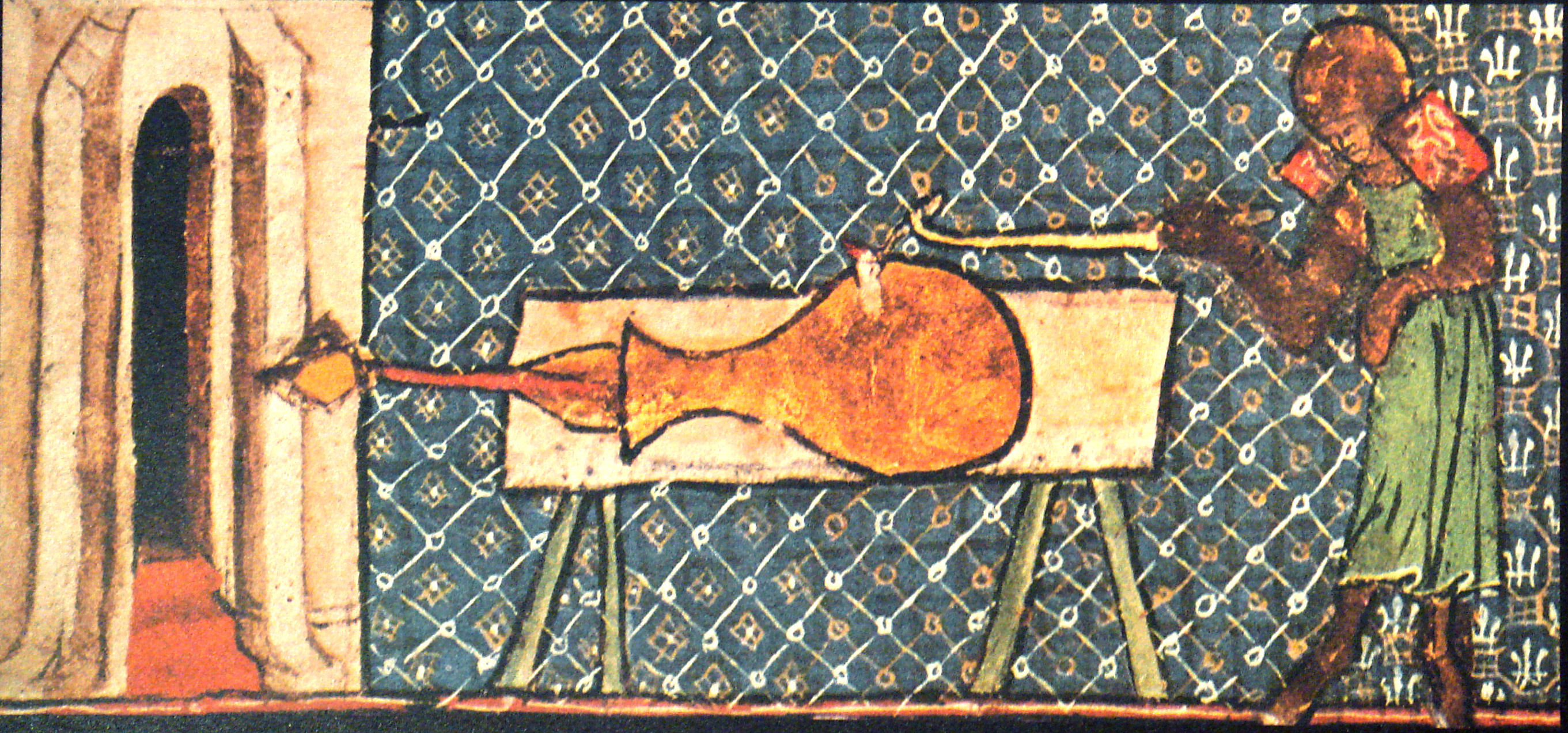
Un pot-de-fer, ilustrado en el manuscrito de Walter de Milemete.

El pot-de-fer (pote de hierro, en francés) era un primitivo cañón de hierro. Es conocido por ser el primer cañón metálico y fue empleado por los franceses en la Guerra de los Cien Años. En Italia, los pot-de-fer eran conocidos como vasi o vasii, que significa pote o jarrón.

## Descripción
Aunque ocasionalmente estaba hecho de bronce fundido, el pot-de-fer era esencialmente una botella de hierro con un cuello estrecho. Era cargado con pólvora y una saeta de hierro con remeras de hierro. Se cree que la mitad de la saeta probablemente estaba forrada con cuero para que se encaje firmemente, a fin de aumentar el empuje de los gases a presión dentro del cañón. Sin embargo, esta característica no se muestra en las ilustraciones de los manuscritos. El cañón era disparado mediante un oído de pequeño diámetro, donde se insertaba un alambre al rojo vivo para detonar la pólvora y disparar el cañón.

## Empleo histórico y menciones
El pot-de-fer fue ilustrado por primera vez en el manuscrito iluminado De officiis regum, escrito por Walter de Milemete en 1326 y que fue obsequiado a Eduardo III de Inglaterra al subir al trono inglés. El manuscrito muestra un gran jarrón sobre una mesa, detrás del cual se encuentra un hombre vistiendo una armadura y sosteniendo un rudimentario portamechas cerca de su fondo (en este caso, el portamechas sostendría un alambre al rojo vivo, calentado en un brasero, en lugar de una mecha lenta). Una saeta, llamada garrote, sobresale de la boca del cañón. A pesar de estar ilustrado en el tratado, no tiene una explicación o descripción.
El pot-de-fer fue empleado por los franceses en la Guerra de los Cien Años en una incursión a Southampton y en las batallas de Périgord, Cambrai y Le Quesnoy. Parece ser que también fueron empleados por los ingleses contra los escoceses.
Una primera referencia a su nombre en francés es la de pot de fer a traire garros (jarra de hierro para lanzar flechas). Aquel "pot de fer" tendría una forma de botella, lo cual dio origen a su nombre.

## Interés entre los historiadores e investigación

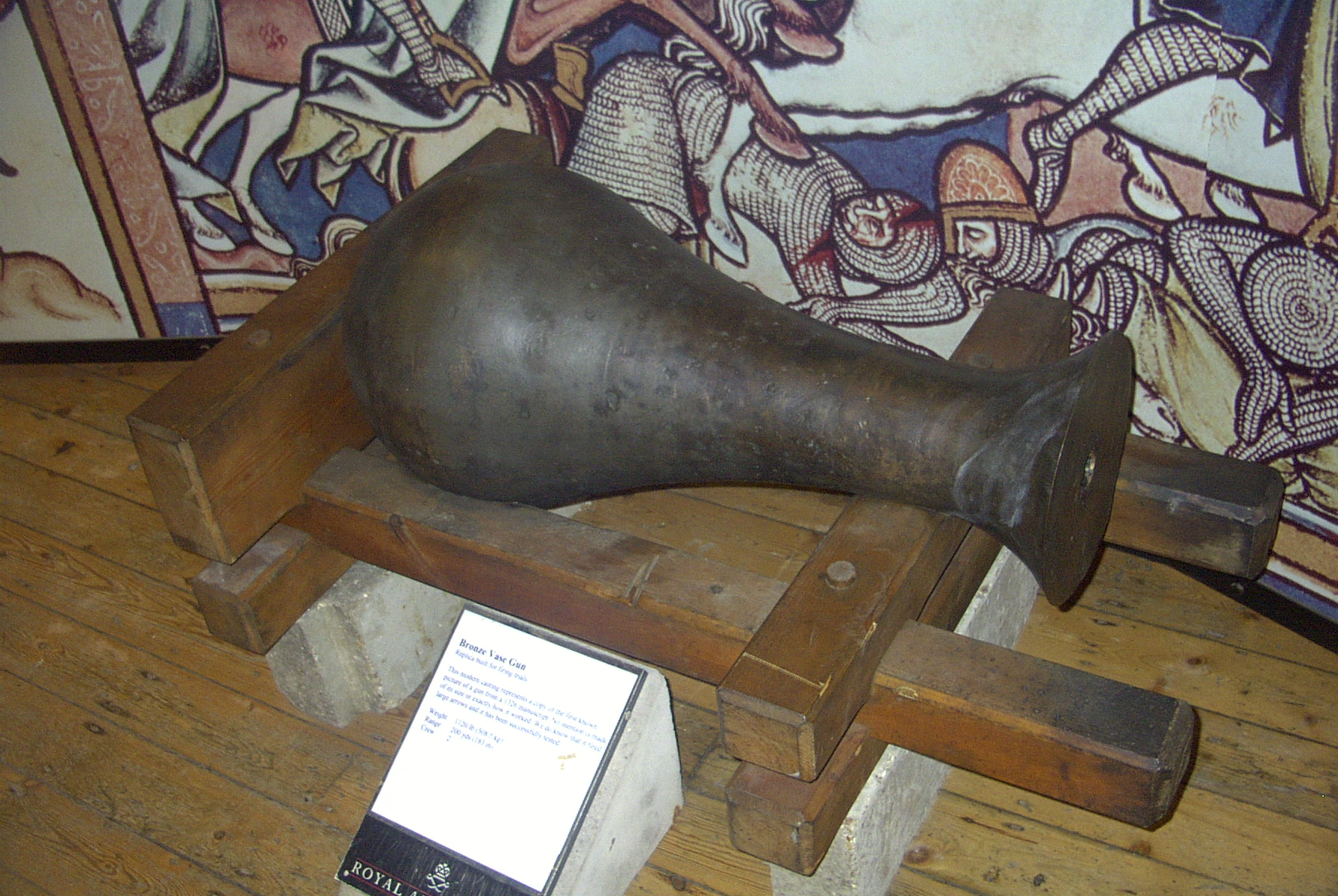
Réplica de un pot-de-fer.

La inusual forma de jarrón del cañón, aunada con la ilustración de su proyectil en forma de flecha, hizo que varios historiadores modernos duden sobre la eficacia - e incluso la existencia - del arma. Para aclarar estos puntos, los investigadores de las Armadurías Reales reconstruyeron y probaron el arma en 1999. Las paredes de la recámara eran muy gruesas para evitar su explosión, dejando un cilindro perforado que era cargado con una flecha de madera con remeras de bronce (también reconstruida a partir de hallazgos arqueológicos), con una longitud de 135 cm. Estimando el tamaño del cañón a partir del hombre parado a su lado en la ilustración, la réplica tenía una longitud de 90 cm y medía 40 cm en su punto más ancho; al estar hecha de bronce fundido, pesaba 410 kg. Las pruebas subsiguientes mostraron que el cañón no era potente, disparando la flecha a tan solo 180 m; una mayor cantidad de pólvora solamente destruía la flecha.